# Raymond John Moore
Raymond John Moore ( 1916 - 1988) fue un botánico canadiense. Realizó abundantes estudios sobre hibridaciones en Buddleja, en la Granja Experimental Blandy, en Boyce, Virginia, USA, y luego en el Canadian Department of Agriculture Plant Research Institute, en Ottawa, donde se especializó en citogenética. 

## Algunas publicaciones
- raymond j. Moore. 1949. Cytotaxonomic studies in the Loganiaceae. III Artificial hybrids in the genus Buddleia. L. Am. J. Bot. 36, p. 511-516

- ---------------------------. 1952. An interspecific hybrid in Buddleja. J. of Heredity 43 ( 1): 41 – 44. Oxford University Press

- ---------------------------. 1960. Cytotaxonomic notes on Buddleia L. Am. J. Bot 47 ( 6): 511-517

- ---------------------------. 1961. Polyploidy, phylogeny and photoperiodism in Old World Buddleja. Evolution 15 ( 3):

- eliane m. Norman, raymond j. Moore. 1968. Notes on Emorya (Loganiaceae). The Southwestern Naturalist 13 (2): 137 – 142

- raymond j. Moore, clarence Frankton. 1969. Cytotaxonomy of some Cirsium species of the eastern United States. Canad. J. Bot. 47:1257-1275

### Libros
- raymond j. Moore, clarence Frankton. 1974. The thistles of Canada. Canada Dep. of Agr. Res Branch. Monograph 10. 111 pp.

- clarence Frankton, raymond j. Moore. 1963. Cytotaxonomy of Cirsium muticum, Cirsium discolor, and Cirsium ... 84 pp.

- raymond j. Moore. 1961. 'Typification of the Linnaean Species of Caragana. 1.044 pp.

- ---------------------------. 1961. Polyploidy, Phylogeny, and Photoperiodism in Old World Buddleia. 109 pp.

- ---------------------------. 1946. Cytotaxonomic Studies in the Loganiaceae. Editor University of Virginia, 200 pp.

- La abreviatura «R.J.Moore» se emplea para indicar a Raymond John Moore como autoridad en la descripción y clasificación científica de los vegetales.[2]